# Tatooine
Tatooine er en planet i Star Wars-universet. Planeten har et ørken-sceneri og har kun ca. 1% vand på overfladen.

## Geografi
Tatooine ligger i et specielt solsystem med dobbeltstjerner. Stjernerne hedder Tatoo 1 og Tatoo 2. Tatooine beboes overvejende af fattige farmere. Planeten styres af Hutterne, herunder Jabba the Hutt, der også har sin base på Tatooine. En af de største bebyggede områder er Mos Eisley, der dog præges af kriminalitet og gambling. Andre nævneværdige lokaliteter på planeten er:
- Bestine (hovedstaden)
- Anchorhead
- Tosche Station
- Mos Entha
- Wayfar
- Mos Espa

Nævneværdige geografiske steder indbefatter bl.a. den enorme ørken Dune Sea, og den stenede region Jundland Wastes.

## Beboere
Tatooine huser, udover mennesker, to andre intelligente racer: Jawaer og Sandfolket. Begge folk bærer kapper og beklædning, der skjuler deres rigtige ydre fra omverdenen. Sandfolket er desuden heller ikke glad for gæster og folk udefra, og kan forekomme at være aggressive ved mødet med en fremmed.
Desuden tog George Lucas navnet, med en let omskrivning, fra byen Tataouine i det sydlige Tunesien.

## Dannelse
Tatooine var engang en biosfære med store have og jungler. Men det blev ødelagt af Rakata og glasset smeltede og blev til det sand der i dag danner basis for Tatooine.
Det ligger i "Yavin 4" systemet